# Дубогай Олександра Дмитрівна
Дубогай Олександра Дмитрівна (14.09.1937 – 04.05.2021) – педагог, майстер спорту. Рекордсменка світу зі стрибків з парашутом у командному заліку серед жінок (1962), майстер спорту СРСР з парашутного спорту (1964), доктор педагогічних наук (1991), професор (1992), завідувач кафедри фізичного виховання і здоров’я Національного педагогічного університету імені М.П. Драгоманова.

### Біографія
Народилась 14 вересня 1937 р., м. Київ.
1961 р. – закінчила Київський державний інститут фізичної культури за спеціальністю "Фізична культура та спорт"
У 1961–1963 рр. – тренер молодіжної збірної команди Казахстану зі стрибків у воду та парашутного спорту в м. Алма-Ата. 
У 1964–1966 рр. – тренер спортивного товариства «Авангард».
У 1969–1986 рр. – науковий співробітник Київського науково-дослідного інституту медичних проблем фізичної культури.
У 1986–1993 рр. – доцент кафедри фізичного виховання Київського державного педагогічного інституту імені О. М. Горького (з 1991 Київський державний педагогічний інститут імені  М. П. Драгоманова).
У 1993–2019 рр.  – завідувач кафедри фізичного виховання і здоров’я Факультету фізичного виховання Національного педагогічного університету імені М. П. Драгоманова (НПУ ім. М. П. Драгоманова).
З 2019 по 2021 р. –  професор кафедри фізичного виховання та здоров’я Факультету фізичного виховання, спорту і здоров’я НПУ ім. М. П. Драгоманова.
Померла 4 травня 2021 р., Київ (84 роки).

### Наукова дільність
Дослідниця питань фізичного виховання і оздоровчої культура різних вікових груп населення. Розробниця методики поєднання пізнавальної та оздоровчої діяльності школярів і студентів у процесі навчання. Розробила систему комплексного оцінювання оздоровчо-виховного процесу освітнього закладу протягом навчального року. В останні роки працювала над впровадженням авторського науково-педагогічного проекту «Навчання у русі».
Олександра Дмитрівна була власницею трьох авторських свідоцтв на винахід: «Дихальний тренажер» (1985), «Тренажер для формування постави» (1987) та «Загартування дітей» (1988).
- 1991 захист докторської дисертації на тему: «Психолого-педагогические основы формирования здорового образа жизни у школьников младших классов».

### Нагороди
- три медалі міжнародної виставки «Охорона здоров’я»;
- три медалі ВДНГ СРСР (1981-1983);
- Відмінник охорони здоров’я (1983);
- Почесний диплом «Телебачення України» за ведення фізкультурно-оздоровчої програми для населення (1984);
- Відмінник освіти (1995);
- Почесний диплом Міжнародної виставки навчальних закладів «Сучасна освіта в Україні – 2002» (2002);
- Орден «Кирила та Мефодія» (2006);
- Золота медаль НПУ  імені М. П. Драгоманова (2013);
- Почесна грамота і нагрудний знак Верховної Ради України (2015);
- медаль К. Д.  Ушинського.

### Основні праці
- «Управлять здоровьем с молоду». - Киев: Молодь, 1985. - 112 с.
- «Профилактика и коррекция нарушений осанки у детей в условиях школы: методические рекомендации». - Киев, 1985. - 21 с.
- «Подвижные игры в режиме продленного дня» - Москва: Физкультура и спорт, 1986. - 31 с. – соавтор: С. В. Хрущов.
- «Физкультура: мы и дети». - Киев: Здоровья, 1989. - 144 с. - соавтор: Л. М. Мовчан.
- «Профілактика і корекція порушень постави і ступнів: методичний матеріал». - Луцьк: Надстир'я, 1995. - 27 с.
- «Методика фізичного виховання студентів, віднесених за станом здоров'я до спеціальної медичної групи: навчальний посібник для студентів вищих і середніх спеціальних навчальних закладів». - Луцьк : Надстир'я, 1995. - 217 с. - співавтори: В. І. Завацький, Ю. О. Короп.
- «Основні поняття і терміни оздоровчої фізичної культури та реабілітації: навчальний посібник». - Луцьк: Надстир'я, 1998. - 104 с. - співавтори: А. М. Тучак,  С. М. Костікова,  А. О. Єфімов.
- «Інтеграція пізнавальної і рухової діяльності в системі навчання і виховання школярів: методичний посібник для вчителів початкових шкіл та фізичної культури, студентів та батьків». - Київ: Оріяни, 2001. - 151 с. - співавтори: Б. П. Пангелов, Н. О. Фролова, М. І. Горбенко.
- «Навчання в русі. Здоров'язберігаючі педагогічні технології в початковій школі». - Київ : Шкільний світ, 2005. - 112 с.
- «Оздоровлення дошколят, або Канікули влітку». - Запоріжжя : ТОВ "ЛІПС" ЛТД, 2005. - 228 с. - співавтори: Н. В. Маковецька, Н. В. Погрібняк.
- «Фізкультура як складова здоров'я та успішного навчання дитини». - Київ : Шкільний світ, 2006. - 128 с.
- «Плекаймо здоров'я дитини». - Запоріжжя, 2007. - 264 с. - співавтор Н. В. Маковецька.
- «Фізкультура як складова здоров'я та успішного навчання дитини». - Київ: Шкільний світ, 2011. - 126 с.
- «Основні поняття й терміни здоров'язбереження та фізичної реабілітації в системі освіти : навчальний посібник для студентів вищих навчальних закладів». - Луцьк, 2011. - 296 с. - співавтори: А. І. Альошина, В. Є. Лавринюк
- «Методика фізичного виховання студентів спеціальної медичної групи: навчальний посібник для студентів вищих навчальних закладів». - Луцьк, 2012. - 276 с. - співавтори: А. В. Цьось, М. В. Євтушок
- «Фізичне виховання і здоров'я: навчальний посібник для студентів вищих навчальних закладів». - Київ. : УБС НБУ, 2012. - 271 с. - співавтори: Н. Н. Завидівська, О. В. Ханікянц, В. М. Лисяк, А. О. Артюшенко, В. П. Лєдок
- «Навчання в русі. Здоров'язбережувальні педагогічні технології для дошкільнят та учнів: навчальний посібник для студентів вищих навчальних закладів, вихователів дошкільних навчальних закладів, учителів фізичної культури, методистів, батьків». - Луцьк : Вежа-Друк, 2017. - 323 с. - співавтор: А. В. Цьось.
- «Впровадження здоров'язбережувальної технології «Навчання у русі» в систему освіти учнів початкових класів: методичний посібник». - Луцьк : Вежа-Друк, 2019. - 139 с. - співавтори: О. В. Тимошенко, Т. І. Бережна.